# Швайген-Рехтенбах
Швайген-Рехтенбах (нім. Schweigen-Rechtenbach) — громада в Німеччині, розташована в землі Рейнланд-Пфальц. Входить до складу району Південний Вайнштрассе. Складова частина об'єднання громад Бад-Бергцаберн.
Площа — 16,04 км2. Населення становить 1342 ос. (станом на 31 грудня 2020).

## Галерея

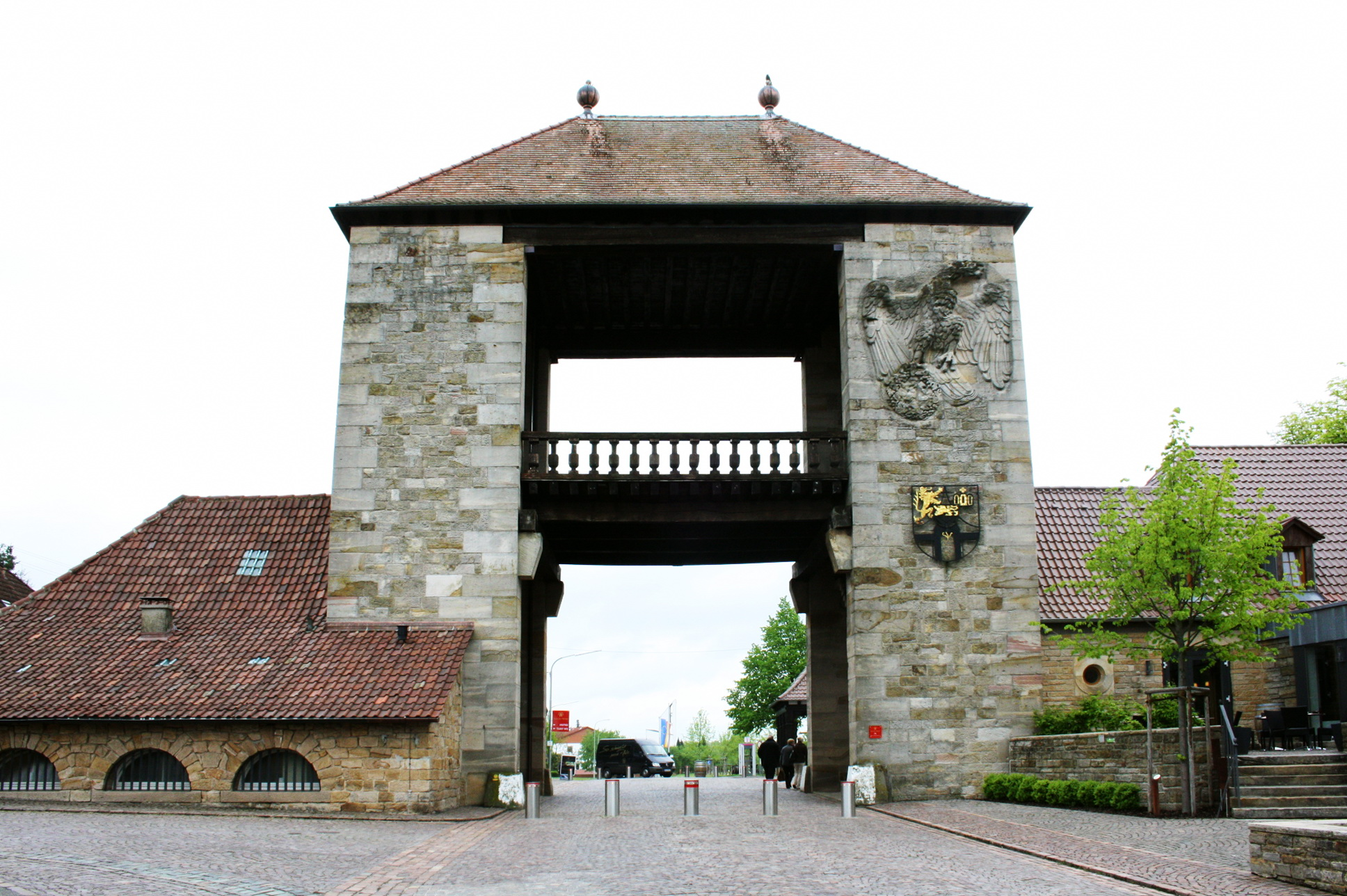